# Adolf Malmborg
Emil Adolf Malmborg, född 16 mars 1842 på Våxnäs i Karlstad, död 2 januari 1913 i Engelbrekts församling, Stockholm, var en svensk militär och ämbetsman.
Malmborg var officer mellan 1861 och 1889. Han blev underlöjtnant vid Värmlands regemente 1861, ordonnansofficer hos kungen 1866, löjtnant samma år ochgeneralstabsofficer 1867. Malmborg var lärare i krigshistoria vid Krigshögskolan 1873–1876 och militärattaché i Berlin 1883–1886. Han blev kapten vid Generalstaben 1873, i regementet 1875, major vid Generalstaben 1882, överstelöjtnant vid Älvsborgs regemente 1885, vid Värmlands regemente 1886. Malmborg var chef för
Krigshögskolan 1886–1889. Han blev tillförordnad inspektör för trängtrupperna 1888 och befordrades till överste i Värmlands regemente 1889. Malmborg beviljades avsked ur krigstjänsten sistnämnda år, varefter han samma år utnämndes till landshövding i Värmlands län, vilket han förblev till 1901. Han blev 1888 ledamot av Krigsvetenskapsakademiens andra klass och 1899 ledamot av första klassen.
Adolf Malmborg var son till generalmajoren Otto August Malmborg. Han var gift med Julia Åkerhielm (1853–1921), dotter till hovmarskalken Knut Åkerhielm och operasångerskan Julie Berwald. Makarna var svärföräldrar till Carl Lothigius. De vilar i hans familjegrav på Västra kyrkogården i Karlstad.

## Utmärkelser

### Svenska utmärkelser
- Riddare av Svärdsorden, 1 december 1881.[5]
- Kommendör av första klassen av Nordstjärneorden, 1 december 1891.[5]
- Kommendör med stora korset av Nordstjärneorden, 18 oktober 1901.[5]

### Utländska utmärkelser
- Officer av Belgiska Leopoldsorden, 1888.[5]
- Riddare av Danska Dannebrogorden, 1868.[5]
- Riddare av Franska Hederslegionen, 1879.[5]
- Officer av Italienska kronorden, 1888.[5]
- Riddare av Norska Sankt Olavs orden, 1888.[5]
- Riddare av tredje klassen av Preussiska Röda örns orden, 1882.[5]
- Riddare av andra klassen av Preussiska Kronorden, 1885.[5]
- Riddare av tredje klassen av Ryska Sankt Annas orden, 1878.[5]
- Riddare av andra klassen av Ryska Sankt Stanislausorden, 1885.[5]
- Kommendör av andra klassen av Sachsiska Albreksorden, 1882.[5]